# 友広隆行
友広 隆行（ともひろ たかゆき、1971年生まれ ）はDoctor of Chiropractic(ドクターオブカイロプラクティック)とNATA公認アスレティックトレーナーのライセンス保持者。兵庫県芦屋市出身。パチプロでニートだったが、20歳で渡米、16年にわたるアメリカ生活でロサンゼルス・ドジャーストレーナー研修、元読売巨人軍のウォーレン・クロマティが率いたジャパン・サムライ・ベアーズのチームドクター等を経験、株式会社トータルリハビリテーション代表。

## 資格
- 米国ドクター　オブ　カイロプラクティック　Doctor of Chiropractic
- カリフォルニア州　開業資格
- National Athletic Trainers Association(全米アスレティックトレーナーズ協会) 公認アスレティックトレーナー

## 学歴
- 千葉県立八千代高等学校
- サンタモニカ短期大学（2年制大学）一般教養課程卒業
- カリフォルニア州立大学フラトン校　人体運動学部卒業
- 南カリフォルニア大学健康科学　カイロプラクティック科卒業

## 経歴
- セリトス大学（カリフォルニア）1996年
- カリフォルニア州立大学フラトン校　インターン　1997-1999年
- ロサンゼルス・ドジャース　トレーナー研修　　2002年
- ジャパン・サムライ・ベアーズ　チームドクター　2005年
- Japanese Performers Inc（米国法人）　代表　2004-2008年
- 北原国際病院フィジカルケアユニット　2008-2012年
- 株式会社　トータルリハビリテーション　代表　2012年～
- AUB株式会社　取締役　2015～2018　Co-founder
- 株式会社　Bond　Company　取締役　2015～2022
- 一般社団法人　腸内細菌検査協会　代表理事
- テレリハ株式会社　代表　2022～

## 著書
- 『しつこい痛みを自分で改善! 1日1分ストレッチ』 (2018年2月、総合法令出版) ISBN 978-4862806031